# 南飛騨馬瀬川温泉
南飛騨馬瀬川温泉（みなみひだませがわおんせん）は、岐阜県下呂市馬瀬西村にある温泉。

## 泉質
- アルカリ性単純温泉[1]
  - 泉温　31.9℃[1]
- 岐阜県内でも有数の高アルカリを誇る。

## 温泉地
南飛騨の山間部、馬瀬川沿いに日帰り温泉施設と宿泊施設を兼ねた一軒宿「美輝の里　スパー美輝」が存在する。
15種類の浴槽を備え、飛騨地方の温泉施設の中では大規模である。近くの「道の駅馬瀬 美輝の里」にも当温泉を足湯に引いている。

## 歴史
- 1990年（平成2年）- ふるさと創生事業により、開湯。
- 1996年（平成8年）- 「美輝の里」開業。

## 伝統漁法
たいまつを使い、アユを網に追い込む伝統漁法である「火ぶり漁」が2012年に復活し、温泉のすぐ近くを流れている馬瀬川で年に数回行われている。

## アクセス
- JR高山本線・飛騨萩原駅より濃飛バスで30分。

自動車
- 東海環状自動車道美濃加茂ICより国道41号経由、車で80分。
- 中央自動車道中津川ICより国道41号経由、車で102分。